# جون بويد (لاعب كرة قدم)
جون بويد (بالإنجليزية: John Boyd)‏ (10 سبتمبر 1926 بدمبارتون في المملكة المتحدة - ) هو لاعب كرة قدم بريطاني في مركز الهجوم، شارك في الألعاب الأولمبية الصيفية 1948. وشارك مع منتخب المملكة المتحدة الوطني لكرة القدم. أما مع النوادي، فقد لعب مع نادي أبردين ونادي إيست فيف ونادي كوينز بارك.

## وصلات خارجية
- جون بويد على موقع الاتحاد الدولي (مؤرشف)  (الإنجليزية)
- جون بويد على موقع أوليمبيديا (الإنجليزية)